# Кросс-докинг
Кросс-докинг (англ. cross «напрямую/пересекать», docking «стыковка/причаливание»), сквозное складирование — процесс приёмки и отгрузки грузов через склад напрямую, без размещения в зоне хранения.
Кросс-докинг является совокупностью логистических операций внутри цепочки поставок, благодаря которым отгрузка со склада и доставка товаров максимально точно согласуются по времени. В результате продукция доставляется в оговоренный срок.
Кросс-докинг может быть нескольких типов:
- одноэтапный кросс-докинг — груз проходит через склад в качестве неизменного отдельного заказа;
- двухэтапный кросс-докинг — прибывший груз заново комплектуется (переоформляется, разделяется по группам, маркируется) и затем отправляется заказчикам;
- трёхэтапный кросс-докинг —  несколько разных грузов подвергаются перегруппировке и из них формируются оригинальные партии для отправки заказчикам.

Хранение товара на складе в обоих случаях исключается. Также, как правило, единицей перемещения остаётся поддон без изменения его состава.
Оптимальными для сквозного складирования считаются товары с высоким спросом и значительным объёмом транспортировки: товары массового потребления, пользующиеся постоянным спросом, скоропортящиеся продукты товары высокого качества. 
При небольшом товарообороте, а также при потребности в длительном хранении грузов, организация кросс-докинг невыгодна. И наоборот, компании с большими объёмами дистанционных заказов предпочитают использовать услуги поставщиков кросс-докинга для минимизации издержек на доставку.  [2,3].

## Преимущества сквозного складирования
- Оптимизирует цепочку поставок[англ.] от точки происхождения до точки продажи.
- Снижает затраты на рабочую силу за счёт меньшего количества операций.
- Снижает общие затраты за счёт сокращения времени хранения и необходимости иметь страховочные запасы.
- Продукция доставляется к дистрибьютору и, следовательно, к покупателю быстрее.
- Снижает или устраняет складские расходы.
- Увеличивает линейку продуктов для розничных продаж.
- Снижает риски, связанные со складированием.

## Возможные риски сквозного складирования
- Потенциальные партнёры могут не иметь необходимой инфраструктуры.
- Для работы необходим адекватный транспортный парк.
- Необходима компьютеризированная система логистики.
- Дополнительная обработка груза может привести к повреждениям продуктов.
- Затраты на оплату труда связаны с перемещением и доставкой запасов.
- Случайное разделение посылок размером больше одного поддона может привести к множественным доставкам или потере заказов.